# Peso guatemalteco
Il peso è stata la valuta del Guatemala tra il 1859 e il 1925, quando fu sostituita dal quetzal.

## Storia
Il peso rimpiazzò il real della Repubblica Federale del Centroamerica, con un cambio di 1 peso = 8 reales. Nel 1869 fu introdotto il centavo, del valore di un centesimo di peso, ma il real continuò ad essere coniato fino al 1912, quando il Guatemala fu completamente decimalizzato. Nel 1870 il peso fu agganciato al franco francese al cambio fisso di 1 peso = 5 franchi. L'agganciamento al franco fu sospeso nel 1895 e il valore del peso cadde considerabilmente. Il peso fu sostituito dal quetzal nel 1925.

## Monete
Le monete in argento furono inizialmente emesse in tagli da ¼, ½, 1, 2 e 4 reales e 1 peso, mentre le monete in oro furono emesse in tagli da 4 reales, 1, 2, 4, 8 e 16 pesos. Con l'introduzione del centavo nel 1869 si aggiunsero i tagli da 1, 25 e 50 centavos, 5, 10 e 20 pesos. Le monete da 5 e 10 centavos furono aggiunte nel 1881.
In seguito alla sospensione dell'agganciamento al franco francese, l'emissione di monete in argento cessò e il valore della valuta crollò.
Tra il 1915 e il 1923 ci furono emissioni provvisorie, con tagli da 12½ e 25 centavos nel 1915, 50 centavos nel 1922, 1 e 5 pesos nel 1923.